# Primorski dnevnik
 Primorski dnevnik  (en italien : Il quotidiano del Litorale, en français : Le quotidien du Littoral) est un quotidien publié à Trieste en slovène. C'est le seul quotidien de la minorité slovène dans la région Frioul-Vénétie Julienne. Son nom qui vient du slovène Primorska désigne l'ancien Küstenland autrichien, royaume autrichien peuplé par une majorité d'Italiens et une minorité de Slovènes, centré sur Trieste.
Fondé en 1945, il se considère comme le successeur de Partizanski dnevnik, le seul quotidien partisan publié dans l'Europe occupée.